# Girls With Girls
Pour les articles homonymes, voir GWG.
Pour plus de détails, voir Fiche technique et Distribution.
Girls With Girls ou GWG (Des filles avec des filles) est un film américain pornographique réalisé par Abby Winters, sorti directement en vidéo en 2012.
Produit par les studios Abbywinters et distribué par Wicked Pictures, le film fait partie d'une série de films lesbiens qui a commencé en 2008.
En 2013, le film remporte la catégorie « film Lesbien de l'année » (All-Girl Release of the Year).

## Synopsis
scène 1
- Aletta & Carmina

scène 2
- Karlijn & Mina

## Fiche technique
- Dates de sortie :
  -  États-Unis :  15 mai 2012

## Distribution
- Aletta
- Carmina
- Karlijn
- Mina

## Distinctions
Récompense
- 2013 XBIZ Award - All-Girl Release of the Year

## Autres titres de la série
- Girls Aching For Girls (2010)
- Girls Alluring Girls (2011)
- Girls Arousing Girls (2011)
- Girls Charming Girls (2015)
- Girls Chasing Girls (2014)
- Girls Craving Girls (2008)
- Girls Desiring Girls (2010)
- Girls Discovering Girls (2014)
- Girls Dreaming of Girls (2013)
- Girls Enjoying Girls (2010)
- Girls Enticing Girls (2013)
- Girls Exciting Girls (2011)
- Girls Fancying Girls (2012)
- Girls Feeling Girls (2013)
- Girls Fingering Girls (2014)
- Girls Gaming Girls (2014)
- Girls Get Girls (2012)
- Girls Licking Girls (2012)
- Girls Loving Girls (2008)
- Girls Lust After Girls (2015)
- Girls Lusting Girls (2008)
- Girls Pleasuring Girls (2012)
- Girls Satisfying Girls (2011)
- Girls Savoring Girls (2015)
- Girls Sensing Girls (2016)
- Girls Teasing Girls (2010)
- Girls Tempting Girls (2013)
- Girls Who Like Girls (2008)